# 3 أيام في هافانا
3 أيام في هافانا (بالإنجليزية: 3 Days in Havana)‏ هو فيلم كوميديا تم إنتاجه في كندا وكوبا وصدر سنة 2013 من قام بإخراجه والتمثيل فيه جيل بيلوز ومثل فيه أيضا جريج وايس ورايا كيلستيديت.

## القصة
تدور أحداث الفيلم حول شاب أمريكي يسافر إلى هافانا للمرة الأولى خلال مهرجان سينمائي ويستقل سيارة أجرة مع سائق كوبي في منتصف العمر، ويبدأ معه جولة سياحية في أرجاء المدينة.

## وصلات خارجية
3 أيام في هافانا على موقع IMDb (الإنجليزية)
- 3 أيام في هافانا على موقع روتن توميتوز (الإنجليزية)
- 3 أيام في هافانا على موقع أول موفي (الإنجليزية)
- 3 أيام في هافانا على موقع قاعدة بيانات الفيلم (الإنجليزية)
- 3 أيام في هافانا على موقع ليتربوكسد (الإنجليزية)
- 3 أيام في هافانا على موقع كينوبويسك (الروسية)